# Règles pour la direction de l'esprit
Les Règles pour la direction de l'esprit ((la) Regulæ ad directionem ingenii) sont une œuvre inachevée de René Descartes, rédigée en latin en 1627 ou 1628 et publiée en 1701. L'ouvrage, dont le titre complet est Règles pour la direction de l'esprit en la recherche de la vérité ((la) Regulæ ad directionem ingenii de inquirenda veritate), est le premier d'importance dans le corpus cartésien ; il contient des règles pour guider l'esprit méthodiquement dans toute activité de réflexion et tout particulièrement dans les sciences, afin d'éviter l'erreur.

## Contexte
Descartes a sans doute rédigé l'essentiel des Règles pour la direction de l'esprit peu avant son départ pour la Hollande, vers la fin de 1627 ou le début de 1628. Il pourrait cependant avoir conçu, voire commencé l'ouvrage bien avant, mais certainement, en tout cas, après sa rencontre avec Isaac Beeckman en 1618, ayant pour la première fois, en novembre 1619, l'idée d'une unité des sciences ou d'une science universelle, laquelle ne se clarifiera que beaucoup plus tard. Les plus anciens fragments du texte des Règles pourraient remonter à la rencontre avec Beeckman, des passages des règles IV et X rappelant les notes prises par Descartes à ce moment. Le texte, demeuré inachevé, ne sera publié qu'en 1701, soit plus de 50 ans après la mort de Descartes ; retrouvé dans ses papiers à Stockholm par Pierre Chanut, le manuscrit est transmis au traducteur de Descartes, Claude Clerselier, qui le fait connaître à Antoine Arnauld et Pierre Nicole, qui s'en inspireront pour la deuxième édition de la Logique de Port-Royal. Il est également connu de Leibniz et de Tschirnaus. Du vivant de Descartes, aucun texte ni témoignage ne fait allusion à l'existence de l'ouvrage.
Les Règles pour la direction de l'esprit contiennent vingt et une règles, les trois dernières ne donnant que l'énoncé — que Descartes appelle « proposition » — de la règle, alors que les dix-huit précédentes sont commentées. Chacune des règles, numérotée, mise en italique et disposée selon un ordre, consiste en une proposition formulée le plus souvent comme un impératif accompagné de sa raison (pour… il faut… ), suivie d'un commentaire qui en explique le sens ou la justifie. Descartes projetait d'exposer trente-six règles réparties en trois sections ou « livres », à raison de douze par section, si l'on en croit l'affirmation faite à la règle 12 : la première contenant des « propositions simples », s'appliquant à toutes les disciplines et qui, parce qu'elles sont élémentaires, « doivent se présenter d'elles-mêmes et ne peuvent poser question » ; la seconde, des questions « parfaitement comprises, même si on en ignore la solution », et dont les mathématiques donnent l'exemple ; la dernière, des questions demeurant imparfaitement comprises, comme en physique, où le recours à l'expérience ou l'observation est nécessaire, sans toutefois rendre toujours clair le problème à résoudre. En l'état, la troisième section est inexistante et la seconde s'interrompt lorsque Descartes s'apprête à exposer la théorie des équations, réduisant l'ouvrage à un peu moins des deux tiers de son contenu initialement prévu.
Des vingt et une règles de ce premier ouvrage, le Discours de la méthode n'en retient que quatre. Pourquoi Descartes a-t-il abandonné l'écriture de ce texte, auquel il tenait malgré tout, puisqu'il ne l'a pas détruit et l'avait encore dans ses papiers au moment de sa mort ? Et pourquoi les règles de la méthode ont-elles été réduites, de trente-six prévues au départ, à seulement quatre ? La principale raison est que, à l'époque des Règles, « la métaphysique n'est pas au point chez Descartes », et que la méthode dépend encore presque exclusivement du modèle mathématique, alors qu'elle doit pouvoir s'appliquer à toutes les disciplines. Dans le Discours de la méthode, ainsi que dans sa correspondance, Descartes affirme que sa méthode est universelle et qu'elle s'applique à toute science : « je me promettais de l'appliquer aussi utilement aux difficultés des autres sciences que j'avais fait à celles de l'algèbre ». Or, dans les Règles, le lien entre la méthode cartésienne et les mathématiques est si étroit que « l'on peut se demander si la méthode n'est pas une simple généralisation des mathématiques elles-mêmes ». En effet, au moment de la rédaction des Règles, « la science à laquelle se réfère Descartes est essentiellement la mathématique ». Descartes s'aperçoit clairement qu'il ne peut pas étendre à toutes les disciplines la méthode mathématique, mais il croit en tout cas pouvoir étendre à tous les domaines du savoir « le caractère certain des mathématiques », y compris à la métaphysique et à la morale, ce qui peut expliquer qu'il ait gardé le texte sans pour autant le compléter ; son dessein aurait alors été de préserver ces règles au moins à titre de guide pour la recherche scientifique, à défaut de pouvoir les appliquer partout. Les quatre règles retenues en définitive dans le Discours de la méthode seraient celles qui ont précisément ce statut de pouvoir s'appliquer à toute recherche de la vérité, et donc dans tous les domaines du savoir.

## Résumé
Les Règles pour la direction de l'esprit constituent à la fois le « premier » et, au fond, le seul et « unique traité cartésien de la méthode », dont le Discours de la méthode « ne fournira que de simples aperçus ». Elles offrent beaucoup plus que le Discours en matière de méthode, mais assez peu en métaphysique, et rien en morale. L'une des rares traces de la métaphysique non encore élaborée de Descartes se trouve à la règle VIII, où il affirme que « rien ne peut être connu avant l'entendement, puisque de lui dépend la connaissance de tout le reste, et non l'inverse ». Toutefois, cette vérité est présentée comme une découverte que rend possible la méthode elle-même.
Les Règles s'ouvrent sur une réflexion concernant l'unité des sciences (règle I), puis sur une nouvelle définition de la science, fondée sur les notions de certitude et d'évidence (règles II et III). Descartes explique ensuite que les mathématiques, faisant partie des sciences et devant donc suivre une méthode basée sur ces mêmes notions de certitude et d'évidence, doivent observer l'ordre propre aux opérations de l'esprit (règles IV à VII). Il développe une théorie des « natures simples », qui sont les notions les plus élémentaires au fondement de la connaissance humaine (règles VIII, XII et XIV) ; cette théorie s'inscrit dans celle, plus large, des distinctions ontologiques classiques des rationalistes modernes entre la substance, l'attribut et le mode, qu'illustre la différence entre la chose étendue, l'étendue elle-même et les corps étendus (règle XIV), et que résume la formule : « l'étendue occupe un lieu, un corps a une étendue, [mais] l'étendue n'est pas un corps ». Il n'est pas aisé toutefois de déterminer ce qu'est, pour Descartes, une nature simple, laquelle est pourtant censée tomber sous l'intuition, car « les critères de vérité invoqués dans les Règles sont toujours relatifs au seul sujet de la connaissance ». Descartes tient en effet pour simples des notions aussi différentes que les idées de Dieu, de l'âme, de l'étendue, du mouvement ou du cercle. Or, selon Descartes, l'idée de Dieu dépasse totalement l'entendement humain, alors que le cercle peut être compris rationnellement, et même décomposé en éléments plus simples, par exemple à partir d'un point tournant autour d'un axe central. La simplicité réside donc non dans la chose, « mais dans l'acte de l'esprit qui la saisit ». Le principe de l'analyse cartésienne ne ressemble donc en rien à celui de la monade que développera Leibniz, ou encore à celui de l'atome de la science moderne, qui seraient les unités les plus simples ou élémentaires de la nature des choses. Les dernières règles portent sur les objets et les opérations mathématiques. Elles consistent en une réflexion sur la représentation sensible, ou dans l'imagination, des objets mathématiques (règle XV), qui ouvre sur la géométrie et l'algèbre, soit sur les figures et, surtout, sur les signes utilisés par la notation algébrique (règle XVI). Les Règles s'achèvent sur un exposé incomplet concernant « l'application des opérations de l'arithmétique à toute grandeur » (règles XVII à XIX)  et offrent une méditation à peine entamée sur les équations, soit les comparaisons entre des termes égaux, les commentaires des dernières règles (règles XIX, XX et XXI) n'étant pas du tout rédigés.
La plupart des thèmes traités dans les Règles annoncent des développements ultérieurs dans l'œuvre philosophique et mathématique de Descartes ; en contrepartie, quelques thèmes apparaissent aussi pour ne plus revenir, ou sont évoqués à nouveau, mais sans être élaborés, ou sont même nettement moins développés que dans les Règles. On peut penser à la mathesis universalis, cette « science générale qui explique tout ce qu'on peut chercher touchant l'ordre et la mesure, sans assignation à aucune science particulière », dont ne parle que la règle IV, mais qui demeure tout de même à l'arrière-plan de toute la philosophie cartésienne. On peut mentionner l'« énumération suffisante et ordonnée » de la règle VII, qui consiste à mettre les connaissances entièrement en ordre en les passant en revue une à une, et que reprend la quatrième règle de la seconde partie du Discours de la méthode, mais sans du tout parler des caractéristiques spécifiques de l'énumération, tel que le fait qu'elle ne doit pas nécessairement être « complète » ou « distincte » mais seulement « suffisante » ; le Discours évoque, par exemple, le passage du simple au complexe, mais passe sous silence la distinction entre l'« absolu » et le « relatif ». On peut également parler de la réduction des difficultés des sciences, surtout mathématiques, à des lignes ou des figures ; Descartes propose ainsi, à la règle XII, d'exprimer les qualités sensibles par des figures. On peut relever, toujours à la règle XII, l'existence d'un pouvoir de connaître propre à l'esprit humain, lequel peut se servir de toutes ses autres facultés en les subordonnant à ce pouvoir ; et enfin, aux règles XV et XVI, l'idée que l'usage des signes algébriques complète celle des figures géométriques dans les démonstrations mathématiques. Ces particularités montrent l'importance des œuvres de Descartes non publiées de son vivant.
Quoi qu'il en soit de ces thèmes repris ou abandonnés, s'il y a un aspect des Règles qui est voué à changer complètement, c'est le fait que les vérités y sont toutes mises sur le même plan, car ce qui fonde à ce moment la démarche de Descartes, c'est la méthode, et non la métaphysique. Ainsi, la connaissance de soi ou l'existence du sujet sont au même niveau que les notions mathématiques, alors que le Discours de la méthode et les Méditations métaphysiques feront ressortir clairement la vérité première d'une subjectivité fondatrice.

## Postérité
L'ouvrage a inspiré, au XVIIe siècle, la seconde édition de la Logique de Port-Royal. Leibniz, critique de la notion cartésienne d'idée claire et distincte, et défenseur, avec Newton, d'une conception dynamique en physique, en retient le projet d'une nouvelle formalité en logique, dans le cadre d'une réorganisation encyclopédique des savoirs. Auguste Comte, au XIXe siècle, rejoint Leibniz et Newton dans leur critique du formalisme des Règles, et plus largement de la conception mécaniste des corps, à laquelle il substitue, avant Bergson, une forme de vitalisme.
Les Règles sont le premier ouvrage — avant même, donc, le Discours et les Méditations —, à rapporter l'être au sujet connaissant — « de lui dépend la connaissance de tout le reste », affirme en effet Descartes —, ouvrant sur la philosophie transcendantale de Kant. D'où l'intérêt, au XXe siècle, en Allemagne, des néo-kantiens de Marbourg comme Paul Natorp et Ernst Cassirer pour les Règles, auxquelles ils accordent plus d'importance encore qu'aux Méditations. Toujours au XXe siècle, mais en France, Simone Weil affectionnait particulièrement l'ouvrage et le tenait pour l'un des meilleurs de Descartes. La notion d'attention, qui est centrale dans sa propre pensée, se trouve dans les Méditations métaphysiques, mais est déjà présente dans les Règles pour la direction de l'esprit.

#### Éditions et traductions
- Règles pour la direction de l’esprit, édition de Victor Cousin, Paris, Levrault, 1826 (lire sur Wikisource).
- (la) Regulæ ad directionem ingenii, édition de Charles Adam et Paul Tannery, notice d'Henri Gouhier, Paris, Le Cerf, 1930.
- (la) Regulæ ad directionem ingenii, texte critique établi par Giovanni Crapulli, avec la version hollandaise du XVIIe siècle, La Haye, Martinus Nijhoff, 1966.
- Règles utiles et claires pour la direction de l'esprit en la recherche de la vérité, traduction selon le lexique cartésien et annotation conceptuelle par Jean-Luc Marion, avec des notes mathématiques de Pierre Costabel, La Haye, Martinus Nijhoff, 1977.
- Règles pour la direction de l'esprit, traduction et notes par Jean Sirven, Paris, Vrin, coll. Bibliothèque des textes philosophiques, 1997.
- Règles pour la direction de l'esprit, traduction et notes par Jacques Brunschwig, préface, dossier et glossaire par Kim Sang Ong-Van-Cung, Paris, Librairie générale française, coll. Le Livre de poche, 2002.
- Règles pour la direction de l'esprit, édition sous la direction de Jean-Marie Beyssade et Denis Kambouchner, Paris, Gallimard, coll. Tel, 2016.

#### Commentaires
- Ferdinand Alquié, Descartes, l'homme et l'œuvre, Paris, Hatier, 1988 ; rééd. La Table ronde, coll. La Petite Vermillon, 2017.
- Ferdinand Alquié, Leçons sur Descartes. Science et métaphysique chez Descartes, Paris, La Table ronde, coll. La Petite Vermillon, 2005.
- Jean-Robert Armogathe et Jean-Luc Marion, Index des Regulæ ad directionem ingenii de René Descartes, Rome, Edizioni dell'Ateneo, 1976.
- Yvon Belaval, Leibniz, critique de Descartes, Paris, Gallimard, 1960 ; rééd. coll. Tel, 1978.
- Olivier Dubouclez, Descartes et la voie de l'analyse, Paris, PUF, coll. Épiméthée, 2013.
- Pierre Guenancia, Lire Descartes, Paris, Gallimard, coll. Folio Essais, 2000.
- Denis Kambouchner, La Question Descartes, Paris, Gallimard, coll. Folio Essais, 2023.
- Jean-Luc Marion, Sur l'ontologie grise de Descartes. Science cartésienne et savoir aristotélicien dans les Regulæ, Paris, Vrin, coll. Bibliothèque d'histoire de la philosophie, 1975 ; 2e éd. revue et augmentée, 1993.
- Denis Moreau, La Philosophie de Descartes, Paris, Vrin, coll. Repères philosophiques, 2016.
- Jean-Paul Weber, La Constitution du texte des Regulæ, Paris, SEDES, 1964.